# Lộc Tiến (phường)
Lộc Tiến là một phường thuộc thành phố Bảo Lộc, tỉnh Lâm Đồng, Việt Nam.

## Địa lý
Phường Lộc Tiến có vị trí địa lý:
- Phía đông giáp phường B'Lao
- Phía tây và phía nam giáp xã Lộc Châu
- Phía bắc giáp Phường 2 và xã Lộc Châu.

Phường Lộc Tiến có diện tích 13,09 km², dân số năm 2022 là 17.938 người, mật độ dân số đạt 1.370 người/km².

## Lịch sử
Ngày 11 tháng 7 năm 1994, Chính phủ ban hành Nghị định số 65-CP về việc thành lập phường Lộc Tiến trên cơ sở toàn bộ 350 hécta diện tích tự nhiên và 13.963 nhân khẩu của xã Lộc Tiến.
Ngày 8 tháng 4 năm 2010, Chính phủ ban hành Nghị quyết số 19/NQ-CP về việc thành thành phố Bảo Lộc thuộc tỉnh Lâm Đồng. Phường Lộc Tiến trực thuộc thành phố Bảo Lộc.